# Юнчжоу
Юнчжо́у (кит. упр. 永州, пиньинь Yǒngzhōu, ) — городской округ в провинции Хунань КНР.

## История
В эпоху Воюющих царств эти места располагались у южной границы царства Чу. После объединения китайских земель в централизованную империю они вошли в удел Чаншаских князей. В 205 году до н. э. удела Чаншаских князей был выделен Гуйянский округ (桂阳郡), а в 111 году до н. э. из округа Гуйян был выделен Линлинский округ (零陵郡), власти которого разместились в созданном здесь уезде Цюаньлин (泉陵县). Южнее, на реке Иншуй, находился уезд Инпу (营浦县), из которого в 111 году до н. э. был выделен уезд Сему (谢沐县). Восточнее находились уезды Индао (营道县) и Лэндао (泠道县)
В эпоху Троецарствия в 268 году из уезда Цюаньлин был выделен уезд Циян, а уезд Инпу стал местом размещения властей нового округа Инъян (营阳郡); также в это время был образован уезд Чунлин (舂陵县). Во времена империи Цзинь в 290 году из уезда Цюаньлин был выделен уезд Инъян (应阳县).
После образования империи Суй в 589 году Линлинский и Инъянский округа были объединены в Юнчжоускую область (永州), уезд Цюаньлин был при этом переименован в Линлин (零陵县), и к нему был вновь присоединён уезд Инъян; уезд Сему был при этом объединён с уездом Инпу в уезд Юнъян (永阳县), а к уезду Индао были присоединены уезды Лэндао и Чунлин. В 617 году уезд Индао был переименован в Лянсин (梁兴县), а после смены империи Суй на империю Тан он был в 621 году переименован в Тансин (唐兴县). В этом же году были созданы уезды Цзянхуа (江华县) и Наньпин (南平县).
В эпоху Тан в 621 году была создана область Инчжоу (营州), которая в 622 году была переименована в Наньин (南营州), а в 634 году — в Даочжоу (道州); власти области размещались в уезде Юнъян, который в 634 году был переименован в Индао. В 691 году территория бывшего уезда Сему была вновь выделена из уезда Индао в отдельный уезд, опять получивший название Юнъян, а оставшийся уезд Индао впоследствии был переименован в Хундао (宏道县).
Уезд Тансин в 705 году был переименован в Ушэн (武盛县), в 724 году сначала ему было возвращено название Тансин, а затем он был переименован в Яньтан (延唐县). В 742 году уезд Юнъян был переименован в Юнмин (永明县), а уезд Наньпин — в Ланьшань. В эпоху Поздней Тан уезд Яньтан был в 942 году переименован в Яньси (延熹县), а при империи Сун получил в 965 году название Нинъюань.
Во времена империи Сун в 984 году на землях бывшего уезда Инъян был создан уезд Дунъань, а уезду Хундао было возвращено название Индао.
После монгольского завоевания и создания империи Юань Юнчжоуская область была в 1276 году преобразована в Юнчжоуский регион (永州路), а Даочжоуская область — в Даочжоуский регион (道州路). После свержения монголов и создания китайской империи Мин «регионы» были переименованы в «управы» — так в 1368 году появились Юнчжоуская управа (永州府), власти которой по-прежнему размещались в уезде Линлин, и Даочжоуская управа (道州府), власти которой размещались в уезде Индао. В 1376 году Даочжоуская управа была понижена в статусе, вновь став Даочжоуской областью, и была подчинена Юнчжоуской управе; уезд Индао был расформирован, а его территория перешла под прямое управление областных структур. В 1639 году на стыке уездов Нинъюань и Гуйян был создан уезд Синьтянь. После Синьхайской революции в Китае была проведена реформа структуры административного деления, в ходе которой области и управы были упразднены, и поэтому в 1913 году Юнчжоуская управа была расформирована, а Даочжоуская область стала уездом Даосянь.
После образования КНР в 1949 году был создан Специальный район Юнчжоу (永州专区), состоящий из 8 уездов. В мае 1950 года он был переименован в Специальный район Линлин (零陵专区). 25 апреля 1952 года восточная часть уезда Циян была выделена в отдельный уезд Цидун.
В октябре 1952 года Специальный район Линлин был расформирован, и его административные единицы перешли в состав новой структуры — Сяннаньского административного района (湘南行政区). В 1954 году Сяннаньский административный район был упразднён, и за исключением уезда Синьтянь, вошедшего в состав Специального района Чэньсянь (郴县专区), все прочие административные единицы бывшего Специального района Линлин вошли в состав Специального района Хэнъян (衡阳专区).
25 ноября 1955 года был расформирован уезд Цзянхуа; часть его территории перешла в состав уезда Юнмин, а на остальной территории был создан Цзянхуа-Яоский автономный уезд. В 1956 году уезд Юнмин был переименован в Цзянъюн.
В 1961 году из уезда Линлин был выделен городской уезд Лэншуйтань, но уже в 1962 году он был вновь присоединён к уезду Линлин.
В декабре 1962 года был воссоздан Специальный район Линлин, в состав которого перешли уезды Линлин, Цзянъюн, Даосянь, Нинъюань, Дунъань и Цзянхуа-Яоский автономный уезд из состава Специального района Хэнъян, и уезды Синьтянь и Ланьшань из состава Специального района Чэньчжоу (郴州专区).
В 1965 году на стыке уездов Линлин, Нинъюань и Даосянь был создан Сяошуйский лесной район.
В 1968 году Специальный район Линлин был переименован в Округ Линлин (零陵地区).
В 1969 году Сяошуйский лесной район был преобразован в уезд Шуанпай.
В 1979 году посёлок Дунфэн (东风镇) уезда Линлин, в котором размещались окружные власти, был переименован в Юнчжоу (永州镇) и выведен из состава уезда, став подчинённым напрямую окружным властям.
Постановлением Госсовета КНР от 23 января 1982 года посёлок Юнчжоу был преобразован в городской уезд (永州市).
В феврале 1983 года уезд Циян был переведён из округа Хэнъян в округ Юнчжоу.
Постановлением Госсовета КНР от 22 июня 1984 года уезд Линлин был преобразован в городской уезд Лэншуйтань.
Постановлением Госсовета КНР от 21 ноября 1995 года были расформированы округ Линлин и городские уезды Юнчжоу и Лэншуйтань, и образован городской округ Юнчжоу; территория бывшего городского уезда Юнчжоу стала при этом районом Чжишань (芝山区), а территория бывшего городского уезда Лэншуйтань — районом Лэншуйтань.
Постановлением Госсовета КНР от 15 июня 2005 года район Чжишань был переименован в Линлин.

## Административно-территориальное деление
Городской округ Юнчжоу делится на 2 района, 8 уездов, 1 автономный уезд:
| Карта | Статус                         | Название        | Иероглифы                | Пиньинь | Население (2010) | Площадь (км²) |
| --- | ------------------------------ | --------------- | ------------------------ | ------- | ---------------- | ------------- |
| Линлин Лэншуйтань Циян Дунъань Шуанпай Даосянь Цзянъюн Нинъюань Ланьшань Синьтянь Цзянхуа-Яоский · автономный уезд |                                |                 |                          |         |                  |               |
| Район | Линлин                         | 零陵区          | Línglíng qū              |         |                  |               |
| Район | Лэншуйтань                     | 冷水滩区        | Lěngshuǐtān qū           |         |                  |               |
| Уезд | Циян                           | 祁阳县          | Qíyáng xiàn              |         |                  |               |
| Уезд | Дунъань                        | 东安县          | Dōng'ān xiàn             |         |                  |               |
| Уезд | Шуанпай                        | 双牌县          | Shuāngpái xiàn           |         |                  |               |
| Уезд | Даосянь                        | 道县            | Dào xiàn                 |         |                  |               |
| Уезд | Цзянъюн                        | 江永县          | Jiāngyǒng xiàn           |         |                  |               |
| Уезд | Нинъюань                       | 宁远县          | Níngyuǎn xiàn            |         |                  |               |
| Уезд | Ланьшань                       | 蓝山县          | Lánshān xiàn             |         |                  |               |
| Уезд | Синьтянь                       | 新田县          | Xīntián xiàn             |         |                  |               |
| Цзянхуа-Яоский автономный уезд                                                                                     | Цзянхуа-Яоский автономный уезд | 江华瑶族 自治县 | Jiānghuá Yáozú zìzhìxiàn |         |                  |               |

## Экономика
Имеются крупные месторождения марганца. 